# Toblerone

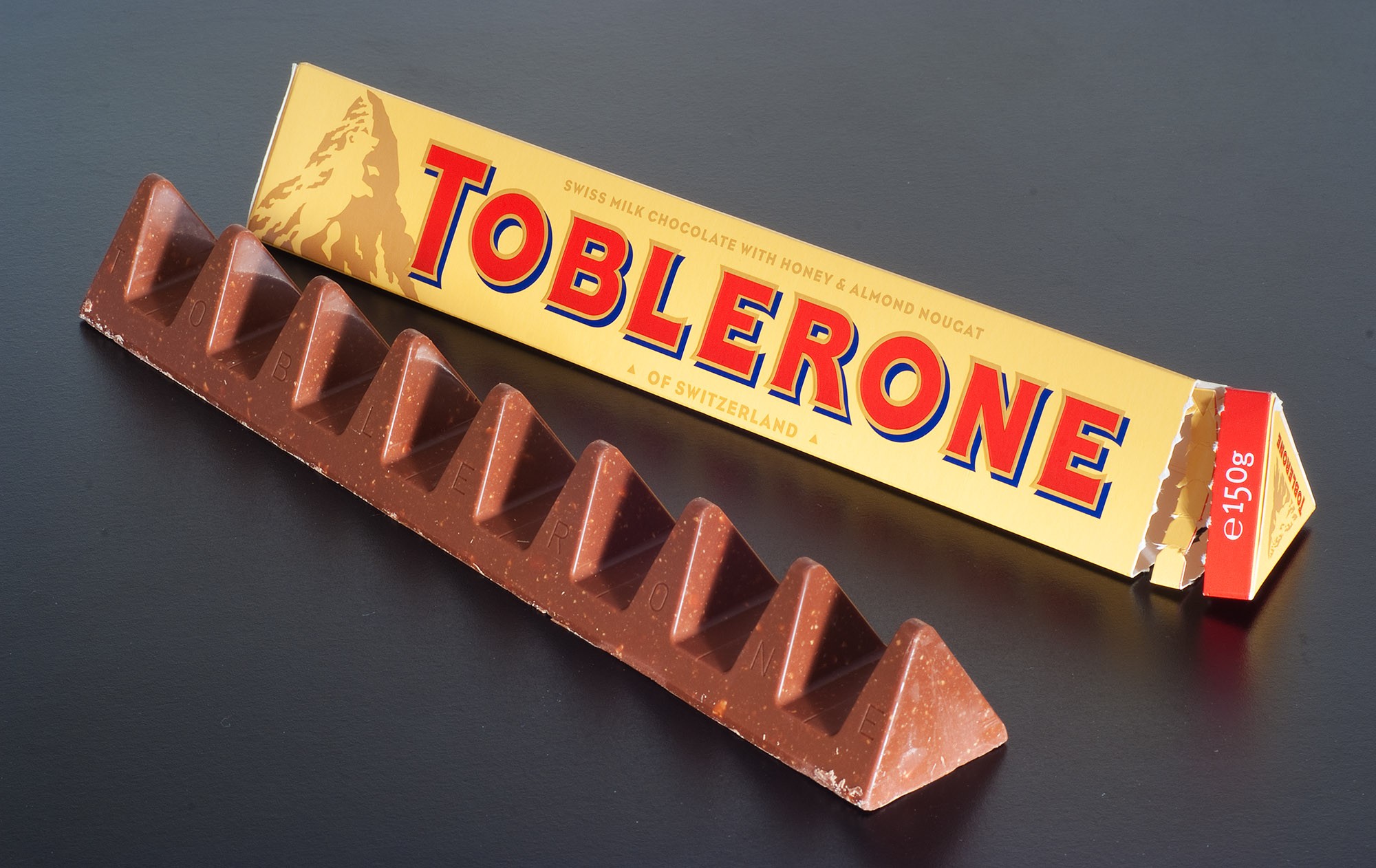
Barra tradicional da Toblerone em seu formato clássico de tetraedros unidos.

Toblerone é uma marca de chocolate suíço, originalmente produzida em Berna (parte da produção mudou para a Eslováquia) pela antiga empresa Chocolat Tobler AG, depois a Kraft Foods e, agora, a Mondelēz International — a maior empresa de alimentos e confeitos dos Estados Unidos.

## História
O chocolate Toblerone foi criado, em 1908, pelos suíços Theodor Tobler e Emil Baumann. Em 1911, passou a ser embalado em papel de alumínio, um produto que havia sido inventado no ano anterior por outra empresa suíça. O chocolate original é constituído por chocolate ao leite, amêndoas da Califórnia e mel.
Acreditava-se que a sua original forma triangular tivesse sido inspirada pelo monte Matterhorn, nos Alpes suíços; entretanto, de acordo com os filhos de Theodor, o formato triangular se origina de uma pirâmide humana que as dançarinas do Folies Bergère fizeram ao final de uma apresentação a que Theodor assistiu.
Toblerone, como marca mundial, está presente em 122 países, tendo se tornado a segunda marca mais reconhecida no mundo — atrás apenas de Coca-Cola, segundo um estudo global feito pela agência Advico Young & Rubicam.
Em 2023 — como a produção será feita parcialmente em outros países, principalmente na Eslováquia — e para corresponder aos requisitos da legislação suíça — adotada, em 2017, para proteger os produtos fabricados no país — algumas modificações foram feitas nas embalagens: o Matterhorn foi trocado por uma montanha estilizada e genérica; e a denominação "da Suíça" — que surge logo abaixo da marca na embalagem — foi substituída por "estabelecido na Suíça".

## Nome
O nome do produto é um amálgama que combina o nome "Tobler" (sobrenome de um dos fundadores) com a palavra italiana torrone.
O nome também contém as letras do local onde era originalmente produzido: toblerone (Berne, nome francês de Berna). No logotipo aparece um urso estilizado em referência ao brasão da cidade.

## Variedades
- Chocolate de Leite Toblerone (1908, ano da fundação da fábrica)
- Chocolate Branco Toblerone (1970) – chocolate branco
- Chocolate Negro Toblerone (1969) – chocolate amargo
- Toblerone Minis (1995) – chocolates de 12,5 gramas com recheio de pralinê
- Toblerone Blue (1996) – chocolate ao leite com o interior de chocolate branco
- Toblerone One by One – triângulos de Toblerone separados, cada um numa embalagem
- Toblerone One by One Varieties – triângulos de Toblerone separados, com os cinco sabores (ao leite, branco, negro, minis e blue)
- Chocolate Fruit and Nut Toblerone (2008) – com uvas passas e nozes
- Chocolate Honey Crisp Toblerone (2008) – com "pepitas" de mel